# Rune Melby
Rune Melby (* 14. Januar 1975 in Oslo) ist ein norwegischer Musiker und Schauspieler.

## Leben
Rune Melby wuchs in Oslo auf. Er ist seit den 1990er-Jahren als Musiker aktiv. Er spielte in mehreren Bands als Gitarrist und Bassist mit und veröffentlichte zudem als Sänger in Norwegen mehrere Schallplatten und Alben.
In Skandinavien und auch auf internationaler Bühne erlangte der 1,99 m große Rune Melby Bekanntheit vor allem durch seine Rolle als Killer in dem Film Cold Prey – Eiskalter Tod. Danach wirkte er nur noch in einem weiteren Film mit.

## Filmografie
- 2006: Cold Prey – Eiskalter Tod
- 2008: The Last Joint Venture (Den siste revejakta)